# Transverberação de Santa Teresa
Transverberação de Santa Teresa é um óleo sobre tela da autoria de pintora Josefa de Óbidos. Pintado em 1672 e mede 108 cm de altura e 140 cm de largura.
A pintura pertence ao Igreja Matriz de Cascais.